# Azione - Italia Viva
Azione - Italia Viva, informalmente nota anche come Terzo polo, è stata una lista elettorale italiana e alleanza politica di orientamento liberale costituitasi l'11 agosto 2022 in vista delle elezioni politiche del 2022 e proseguita fino al 20 novembre 2023. Dall'8 dicembre 2022 al 13 aprile 2023 l'alleanza tra i due partiti ha costituito una federazione politica.
Dopo l'inizio della XIX legislatura, a ottobre 2022, sono nati i gruppi parlamentari Azione - Italia Viva - Renew Europe sia alla Camera sia al Senato, entrambi disciolti nel novembre 2023.

## Storia
In vista delle elezioni politiche anticipate, il leader di Italia Viva Matteo Renzi ha annunciato l'intenzione di costituire un terzo polo autonomo rispetto alle coalizioni di centro-destra e centro-sinistra.
Il 2 agosto 2022 la federazione Azione/+Europa ha annunciato di aver trovato un accordo programmatico con il Partito Democratico basato sulla linea del governo Draghi per presentarsi nella stessa coalizione del Partito Democratico, impegnandosi a non candidare personalità giudicate divisive nei collegi uninominali. A seguito di questa decisione, Italia Viva ha annunciato la corsa in solitaria.
Il 7 agosto, tuttavia, a seguito dell'inclusione dell'Alleanza Verdi e Sinistra (Europa Verde e Sinistra Italiana) e degli ex-pentastellati di Impegno Civico nella coalizione di centro-sinistra, il leader di Azione Carlo Calenda ha annunciato la rottura dell'accordo col PD; questo ha provocato, tuttavia, il venir meno del rapporto con +Europa, i cui dirigenti hanno rivendicato la bontà del patto in chiave anti centro-destra. Contestualmente, la Lista Civica Nazionale-L'Italia C'è e il Partito Repubblicano Italiano, inizialmente in trattative con il centro-sinistra, hanno sottoscritto un accordo con Italia Viva.
L'11 agosto Azione e Italia Viva hanno raggiunto un'intesa per presentarsi alle elezioni con una lista unica, con Calenda indicato come capo politico. Il contrassegno della lista presenta i simboli dei due partiti, il nome di Calenda e il riferimento al gruppo parlamentare europeo Renew Europe al quale appartengono le due forze politiche. Il programma elettorale viene presentato congiuntamente il successivo 18 agosto, con l'auspicio da parte della coalizione di dare vita a un governo Draghi II.
Il 22 agosto Federico Pizzarotti annuncia l'uscita della Lista Civica Nazionale dalla coalizione.
In occasione delle elezioni regionali in Sicilia del 2022 il terzo polo candida Gaetano Armao, vicepresidente uscente della giunta regionale della Sicilia di centro-destra guidata da Nello Musumeci, che con il 2,08% non risulta eletto in consiglio regionale.
Alle elezioni politiche del 25 settembre la lista Azione - Italia Viva prende il 7,79% alla Camera (2.186.747 voti) con 21 deputati eletti (12 di Azione e 9 di Italia Viva) e il 7,73% al Senato (2.131.310 voti) con 9 senatori eletti (5 di Italia Viva e 4 di Azione). Con l'inizio della nuova legislatura la lista costituisce gruppi comuni in entrambe le camere.
Ad ottobre 2022 le strade di Puglia Popolare e del Terzo Polo si dividono, per via dell'ambiguità del movimento regionale nei confronti del presidente della Regione Puglia Michele Emiliano, contestato fermamente da Azione e Italia Viva.
Il 9 novembre 2022 l'eurodeputato Giosi Ferrandino, eletto con il PD, aderisce ad Azione - Italia Viva.
L'8 dicembre 2022 il segretario di Azione Carlo Calenda e il leader di Italia Viva Matteo Renzi firmano ufficialmente la nascita della federazione tra i due partiti, in vista della confluenza in un nuovo partito politico. Il 12 dicembre vengono nominati i componenti del coordinamento politico della federazione, composto da Calenda come presidente, Elena Bonetti (Italia Viva) come vicepresidente, i capogruppo di Camera e Senato Matteo Richetti (Azione) e Raffaella Paita (Italia Viva), da cinque esponenti di Italia Viva (Teresa Bellanova, Ettore Rosato, Davide Faraone, Maria Elena Boschi e Luigi Marattin) e Azione (Mariastella Gelmini, Mara Carfagna, Enrico Costa, Mario Raffaelli e Andrea Mazziotti di Celso).
Il 24 gennaio 2023 Azione aderisce al Partito Democratico Europeo, di cui Italia Viva è membro dal 2019.
Alle elezioni regionali del 12-13 febbraio nel Lazio il Terzo Polo appoggia Alessio D'Amato del Partito Democratico, assessore alla Sanità nella giunta di Nicola Zingaretti e sostenuto dal centro-sinistra. La lista ottiene il 4,9% ed elegge due consiglieri (Marietta Tidei e Luciano Nobili di Italia Viva). Nelle stesse date in Lombardia sostiene la candidatura autonoma di Letizia Moratti, già assessore alla Sanità nella giunta uscente di centro-destra guidata Attilio Fontana, nonché ex ministro nel Governo Berlusconi ed ex sindaco di Milano. Raccoglie il 4,25% dei voti e tre eletti (Lisa Noja e Giuseppe Licata di Italia Viva e Massimo Vizzardi di Azione). Per le regionali di aprile in Friuli Venezia Giulia viene poi presentata la lista Azione - Italia Viva - +Europa - Renew Europe a sostegno dell'ex parlamentare Alessandro Maran, anche in questo caso fuori dalle due maggiori coalizioni; tuttavia con il 2,7% Maran si piazza ultimo non risultando eletto nemmeno come consigliere.
Sempre nell'aprile 2023, Azione ed Italia Viva iniziano a delineare un ipotetico iter che porterebbe all'evoluzione della federazione in un vero e proprio partito unico. Emergono tuttavia significativi dissidi fra le due formazioni politiche, soprattutto per quanto riguarda tempi e modalità di scelta dei membri di potenziali organi direttivi. Viene così deciso di abbandonare l'idea di una collaborazione strutturale.
L'8 novembre 2023 i due partiti hanno sciolto il gruppo unico al Senato: i sette senatori di Italia Viva sono rimasti nel gruppo parlamentare costituito a inizio legislatura, che ha cambiato denominazione in "Italia Viva - Il Centro - Renew Europe", mentre i quattro senatori di Azione hanno costituito una componente nel gruppo misto. Il 20 novembre si è disciolto anche il gruppo unico alla Camera: i deputati di Italia Viva costituiscono un gruppo autonomo, mentre i deputati di Azione conservano il gruppo originario che viene rinominato "Azione - Popolari Europeisti Riformatori - Renew Europe".

## Programma
La lista propone di proseguire l'agenda dell'uscente governo Draghi (in particolare nell'adesione a europeismo e atlantismo, sostegno all'Ucraina e proseguimento del PNRR esistente, senza riscriverlo). Altre proposte comprendono una modifica in senso restrittivo del reddito di cittadinanza, l'introduzione di un salario minimo, una semplificazione del sistema tributario e l'impiego di fonti energetiche alternative al gas russo (attraverso fonti rinnovabili, rigassificatori per poter usufruire del gas acquisito tramite trasporto navale, e a lungo termine con la reintroduzione dell'energia nucleare).

### Produttività e crescita
Il programma prevede la posticipazione e rateizzazione degli adempimenti fiscali delle nuove attività imprenditoriali realizzate da giovani sotto i 35 anni nei primi tre anni.
Inoltre per favorire la crescita della dimensione delle imprese e dell'innovazione sono proposte misure di defiscalizzazione e investimento, di potenziamento dell'integrazione tra gli istituti tecnici e professionali e le imprese, anche attraverso l'alternanza scuola-lavoro.
Viene previsto il varo di riforme sulla concorrenza (di cui alcune già previste dal governo Draghi) in senso liberista, con particolare attenzione ai settori dei trasporti (pubblici e taxi), delle concessioni balneari, e alla conclusione della privatizzazione di ITA Airways.

#### Misure per il Mezzogiorno
Si propone la riforma dell'Agenzia per la Coesione, conferendole poteri straordinari, tra cui la direzione degli investimenti, per almeno dieci anni, seguendo uno specifico piano di interventi.
Il programma prevede inoltre una riduzione della pressione fiscale sulle attività imprenditoriali del Meridione e il completamento dei lavori sulle linee ad Alta Velocità.
Tra gli obiettivi figurano anche il potenziamento e l'espansione delle infrastrutture telematiche a fibra ottica e il contrasto alla dispersione scolastica.

## Composizione
La lista, in occasione delle politiche del 2022, era composta dai seguenti partiti:
| Partito | Partito                             | Ideologia principale | Leader                       |
| ------- | ----------------------------------- | -------------------- | ---------------------------- |
|         | Azione (Az)                         | Liberalismo          | Carlo Calenda                |
|         | Italia Viva (IV)                    | Liberismo            | Matteo Renzi                 |
|         | Partito Repubblicano Italiano (PRI) | Liberalismo sociale  | Corrado De Rinaldis Saponaro |
|         | Buona Destra (BD)                   | Liberalismo          | Filippo Rossi                |
|         | Puglia Popolare (PP)                | Popolarismo          | Massimo Cassano              |

## Struttura
Dall'8 dicembre 2022 al 18 aprile 2023 l'alleanza tra i due partiti ha costituito una vera e propria federazione, con veri e propri organi interni e un proprio statuto.
Presidente: Carlo Calenda (Segretario di Azione)
Vicepresidente: Elena Bonetti

### Componenti del coordinamento politico
Il 12 dicembre 2022 vengono nominati dai rispettivi leader di Azione e Italia Viva Carlo Calenda e Matteo Renzi:
- Teresa Bellanova
- Maria Elena Boschi
- Mara Carfagna (Presidente di Azione)
- Andrea Mazziotti di Celso (Vicesegretario di Azione)
- Enrico Costa (Vicesegretario di Azione)
- Davide Faraone
- Mariastella Gelmini (Vicesegretaria e Portavoce di Azione)
- Luigi Marattin
- Raffaella Paita (Capogruppo di Azione - Italia Viva al Senato)
- Mario Raffaelli (segretario provinciale di Trento di Azione)
- Matteo Richetti (Capogruppo di Azione - Italia Viva alla Camera)
- Ettore Rosato

## Nelle istituzioni

### Camera dei deputati (18/10/2022 - 20/11/2023)
| XIX legislatura |
| --------------- |
| 21 deputati     |

- Fabrizio Benzoni (Azione)
- Elena Bonetti (Popolari Europeisti Riformatori)
- Maria Elena Boschi (Italia Viva)
- Francesco Bonifazi (Italia Viva)
- Mara Carfagna (Azione)
- Giuseppe Castiglione (Azione)
- Enrico Costa (Azione) Segretario - delegato d'aula
- Antonio D'Alessio (Azione)
- Isabella De Monte (Italia Viva)
- Mauro Del Barba (Italia Viva) Vicepresidente vicario
- Davide Faraone (Italia Viva)
- Maria Chiara Gadda (Italia Viva) Segretario - delegato d'aula
- Roberto Giachetti (Italia Viva)
- Valentina Grippo (Azione)
- Naike Gruppioni (Italia Viva)
- Luigi Marattin (Italia Viva)
- Giulia Pastorella (Azione)
- Matteo Richetti (Azione) Presidente del gruppo
- Ettore Rosato (Popolari Europei Riformatori)
- Daniela Ruffino (Azione)
- Giulio Cesare Sottanelli (Azione) Tesoriere

### Senato della Repubblica (18/10/2022 - 8/11/2023)
| XIX legislatura |
| --------------- |
| 11 senatori     |

- Carlo Calenda (Azione)
- Enrico Borghi (Italia Viva) Presidente del gruppo
- Silvia Fregolent (Italia Viva) Segretario
- Mariastella Gelmini (Azione) Vicepresidente del gruppo
- Marco Lombardo (Azione) Segretario
- Dafne Musolino (Italia Viva)
- Raffaella Paita (Italia Viva)
- Matteo Renzi (Italia Viva)
- Daniela Sbrollini (Italia Viva)
- Ivan Scalfarotto (Italia Viva) Tesoriere
- Giusy Versace (Azione)

### Parlamento europeo
Nel gruppo Renew Europe e nel Partito Democratico Europeo
| IX legislatura |
| -------------- |
| 2 eurodeputati |

- Nicola Danti (Italia Viva)
- Giosi Ferrandino (Azione)

## Risultati elettorali
| Elezione       | Elezione | Voti      | %    | Seggi    |
| -------------- | -------- | --------- | ---- | -------- |
| Politiche 2022 | Camera   | 2 186 669 | 7,79 | 21 / 400 |
| Politiche 2022 | Senato   | 2 131 310 | 7,73 | 9 / 200  |